# Karen Smith
Pour les articles homonymes, voir Smith.
Karen Ellen Smith, née en 1965, est une mathématicienne américaine. Elle est actuellement professeure « Keeler » de mathématiques à l'université du Michigan. Elle s'intéresse à l'algèbre commutative et à la géométrie algébrique.

## Formation
Karen Smith est née à Red Bank, dans le New Jersey.
Elle obtient son bachelor de mathématiques à l'université de Princeton, où elle rencontre Charles Fefferman, puis son doctorat en mathématiques à l'université du Michigan en 1993, avec une thèse intitulée Tight closure of parameter ideals and f-rationality sous la supervision de Melvin Hochster.

## Carrière
Durant l'année universitaire 1993-1994, elle effectue ses recherches postdoctorales à l'université Purdue, où elle travaille avec Craig Huneke. En 1994, elle devient C.L.E. Moore instructor (en) puis associate professor au MIT (Massachusetts Institute of Technology). Elle enseigne et dirige des recherches à l'université du Michigan depuis 1997.  Smith est régulièrement professeure en visite à l'université de Jyväskylä.

## Vie personnelle
En 1991, elle épouse le mathématicien finlandais Juha Heinonen (de), qui décède en 2007.

## Publications
- (en) Avec Lauri Kahanpää, Pekka Kekäläinen et William Traves : An Invitation to Algebraic Geometry, Springer Verlag, 2000, 2004  (ISBN 0-387-98980-3)
- (en) Avec János Kollár et Alessio Corti : Rational and Nearly Rational Algebraic Varieties, Cambridge University Press, Cambridge, 2004  (ISBN 0521832071)

## Prix et distinctions
Karen Smith a reçu le prix Ruth-Lyttle-Satter de l'AMS (American Mathematical Society) en 2001 pour ses travaux en algèbre commutative, précisément pour son développement des méthodes de tight closure, introduites par Hochster et Huneke, et l'application de ces méthodes en géométrie algébrique.
Karen Smith est également lauréate en 1997 d'une bourse Sloan, d'une bourse Fulbright et du University of Michigan Faculty Recognition Award pour ses contributions remarquables comme enseignante, chercheuse et membre de la communauté universitaire.
En 2014 elle est conférencière invitée au congrès international des mathématiciens à Séoul, avec une conférence intitulée Local and global Frobenius splitting.
En 2015, elle est choisie pour donner les conférences « Earle Raymond Hedrick Lectures » pour le congrès de la MAA (Mathematical Association of America).
Elle est membre de l'AMS depuis 2015 et elle est lauréate de la Noether Lecture en 2016 conjointement par l'AWM (Association for Women in Mathematics) et par l'AMS.
En 2022 elle est lauréate des Colloquium Lectures de l'AMS, avec une conférence intitulée « Understanding and measuring singularities in algebraic geometry ».
Elle reçoit le 15 juin 2017 le prix The Angel on the Path lors du gala DesignCare organisé par HollyRod Foundation.